# José de Jesús Corona
José de Jesús Corona Rodríguez, plus connu sous le nom de  José de Jesús Corona, né le 26 janvier 1981 à Guadalajara (Mexique), est un footballeur international mexicain qui joue au poste de gardien de but au CD Cruz Azul.

## Biographie
Il fait ses débuts internationaux en avril 2005 contre l'équipe de Pologne.
Corona participe à la Coupe du monde 2006 avec l'équipe du Mexique.

## Carrière
- 2002–2004 : CF Atlas –  Mexique
- 2004–2009 : UAG Tecos –  Mexique
- depuis 2009 : CD Cruz Azul –  Mexique[1]

## Palmarès
- 30 sélections avec l'équipe du Mexique
- Vainqueur de la Gold Cup 2009 avec le Mexique
- Vainqueur de la Ligue des champions de la CONCACAF en 2014 avec Cruz Azul
- Finaliste de la Ligue des champions de la CONCACAF en 2010 avec Cruz Azul
- Vainqueur du Tournoi masculin de football aux Jeux olympiques d'été de 2012 avec le Mexique